# Majda Kurnik
Majda Kurnik, slovenska slikarka, * 2. avgust 1920, Škale pri Velenju, † 28. maj 1967, Beograd.

## Življenje
Majda Kurnik se je rodila leta 1920 v Škalah pri Velenju. Učiteljsko usposabljanje je zaključila v Ljubljani leta 1941 in krajši čas delala kot učiteljica v Petrovčah Istega leta so njeno celotno družino Nemci izgnali v Srbijo. Med letoma 1942 in 1943 je skupaj z Mladenom Srbinovićem, Stojanom Čelićem, Miodragom študirala slikarstvo v zasebni umetniški šoli Mladena Josića v Beogradu, in se septembra 1943 vpisala na Akademijo za Likovno umetnost v Beogradu. 
Jeseni 1944 se je aktivno vključila v narodnoosvobodilno vojsko, kot del 3. armade in delovala kot član umetniškega oddelka za propagando. V tej enoti je delovala kot edina ženska slikarka. Med vojno je risala in ustvarjala grafiko vojnega žanra. Po vojni je študij nadaljevala v razredu profesorja Ivana Tabakovića, Đorđa Andrejevića-Kuna, Kosta Hakmana, Marka Čelebonovića in Mihajla Petrova ter leta 1949 diplomirala na Akademiji za likovno umetnost v Beogradu. Od leta 1949 do 1951 je bil sodelavka Državne mojstrske delavnice Mila Milunovića, od leta 1951 članica Ulusa (Udruženje likovnih umetnika Srbije) - Združenja slikarjev Srbije.
Leta 1951 in pozneje leta 1960 je kot štipendistka sklada Moshe Piade odšla na študijska potovanja v Španijo, Italijo in Francijo. Umrla je v Beogradu leta 1967 v starosti 47 let, po dolgi in hudi bolezni. Pokopana je v Podkraju v Velenju.

## Umetniško ustvarjanje in opus
Zorenje Majde Kurnik kot umetnice se je začelo po prejetju diplome konec petdesetih let, ko je na likovno sceno stopila s skupino ustvarjalcev prve povojne generacije. Kritiki so že ob prvi samostojni razstavi leta 1953 pisali o »zrelem, tiskanem likovnem rokopisu, ki je, čeprav drži meje realizma, poznan, zlasti v skladbah v temperi in svobodnejših domišljijah.« 
Njeno slikarstvo odlikuje več opaznih stopenj, čeprav je bilo v samem slogu nekaj velikih sprememb. V njenih slikah se odraža duh modernosti, prisotna je pa tudi tematska zveza pokrajine, tihožitja, avtoportretov, portretov in figurativnih kompozicij, katere izhajajo iz slogovne usmerjenosti v intimizem in pesniški realizem. Konec 60. let je spremenila svoj odnos do platna, a je ostala zvesta figurativnemu upodabljanju. Čeprav je njeno izhodišče realizem, svojevrsten postopek umetniškega izražanja daje svetu specifično vzdušje, v katerem vladata poetično in neresnično. V modrem tonu z umirjenimi barvnimi poudarki, lahkimi zabavami in širokimi, izraznimi potezami ustvarja edinstveno dinamiko forme. Zanimanje za opus Majde Kurnik se je začelo šele mnogo let po njeni prezgodnji smrti. Eden od razlogov je njeno zelo kratko slikarsko življenje, saj je svojo slikarsko zgodbo pripovedovala v manj kot dveh desetletjih, ko je aktivno ustvarjala. Drugi razlog leži v tem, da v tem času ni uspela dokončati dela, ki ga je pustila za seboj in ki je ostala premalo raziskana in razjasnjena. Kot umetnica je bila že ob svoji smrti cenjena, a je kmalu šla v pozabo, zanimanje za njeno umetniško zbirko je pa naraslo šele v zadnjih nekaj letih.
Njena številčna dela se nahajajo v zbirkah, galerijah in muzejih tako v Srbiji kot v Sloveniji. Slikala je figuralne kompozicije, pokrajine, tihožitja in portrete. Označujemo jo kot slikarko ekspresivnega ekspresionizma, liričnega realizma in dramatičnega intimizma.

## Seznam samostojnih razstav
- 1947: Kajuhov dom - Šoštanj
- 1953: Galerija Grafički kolektiv - Beograd
- 1968: Umjetnički paviljon mali Kalamegdan - Beograd
- 1969: Gradska galerija - Ljubljana
- 1978: Galerija Kulturnog centra Beograda
- 1980: Galerija likovne umetnosti Rajko Mamuziić - Novi Sad
- 1983: Galerija Lazar Vozarević - Sremska Mitrovica
- 1984: Foaje SNP, ratni crteži- Novi Sad
- 1984: Galerija Kulturnog centra - Beograda
- 2000: Galerija Kulturnog centra Ivan Napotnik – Velenje
- 2004: Galerija "Beograd" na Kosančićevom vencu - Beograd